# 롱 존 실버스

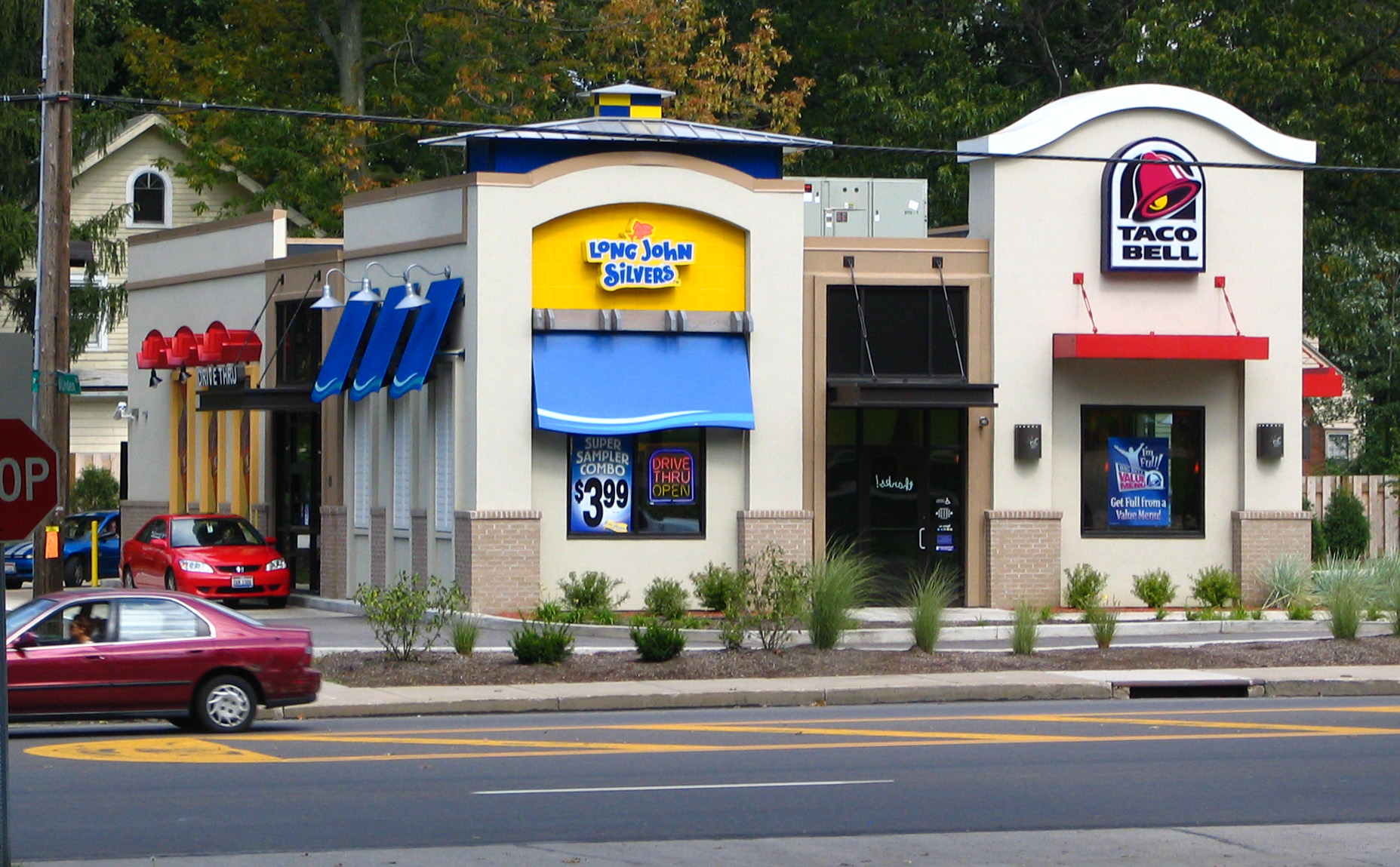
오하이오주의 켄트에 있는 타코벨과 롱 존 실버스

롱 존 실버스(영어: Long John Silver's)는 미국 켄터키주 루이빌에 본사를 둔 해산물 전문 패스트 푸드 체인 레스토랑으로, 1969년에 렉싱턴에서 설립되었다. 소설 《보물섬》의 등장인물 롱 존 실버에서 이름을 따왔다.
2002년부터 2011년까지 얌! 브랜즈에 속해 있었다.

## 같이 보기
- 피시 앤드 칩스
- 파파이스